# Eyrecourt Castle
Eyrecourt Castle (eller Eyre Court) var et irsk country house i Galway, der forfaldt og blev en ruin i 1900-tallet. Huset, den omkringliggende ejendom og den nærliggende landsby Eyrecourt har alle deres navn fra Colonel the Right Hon; John Eyre, en englænderne der fik tildelt et stort stykke jord i anderkendelse af hans militarkampagne i Galway under Cromwells erobring af Irland. Der har ligget en tidligere fæstning på samme sted.
I Londons bydel St. John's Wood findes også en lejlighedsblok kaldet Eyre Court